# Telestes de Selinunt
Telestes (en llatí Telestas o Telestes, en grec antic Τελέστας, τελέστη) fou un poeta nadiu de Selinunt, del ditirambe atenenc tardà, que Diodor de Sicília diu que va florir a la 95a Olimpíada, cap al 398 aC junt amb Filoxen de Citera, Timoteu i Polide. Un marbre de Paros gravat diu que va guanyar un premi el 401 aC el que està d'acord amb la data de Diodor. L'enciclopèdia Suides el fa erròniament un poeta còmic.
El menciona també Plutarc, que diu que Alexandre el Gran es va fer enviar a Àsia els poemes de Telestes i de Filoxen. El poeta còmic Teopomp també en fa referència. Aristoxen de Tàrent va escriure la seva biografia que va comentar Apol·loni Díscol, i Aristrat, tirà de Sició, li va fer erigir un monument adornat amb pintures de Nicòmac de Tebes, segons diu Plini el Vell.
Ateneu de Naucratis va conservar algunes línies dels seus poemes i per les que es coneixen alguns títols:
- Ἀργώ (Argo)
- Ἀσκληπιός (Asclepi)
- Ὑμέναιος (Himenaios "Himeneu").

En els seus poemes va elogiar la música de flauta, i es va oposar a les innovacions poeta Melaníppides en temes musicals. El seu estil era més aviat brusc, i passava d'una forma mètrica a una altra amb suavitat però fent un trencament rítmic.